# Propulseur colloïde

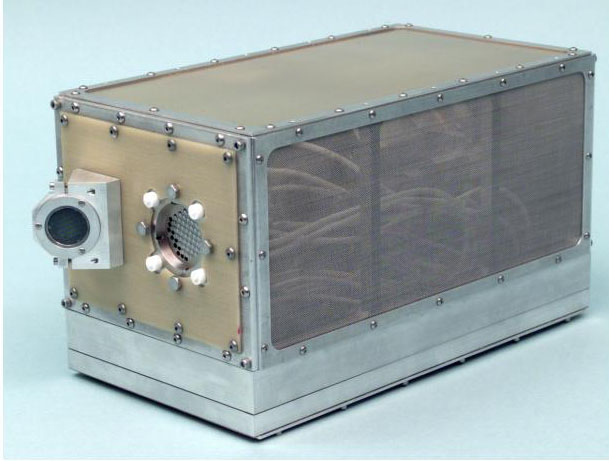
Système de propulsion colloïde de 20 µN.

Un propulseur colloïde ou propulseur à électrospray est un type de moteur-fusée à propulsion électrique à faible poussée qui utilise l'accélération électrostatique de gouttelettes de liquide chargées pour produire une poussée. Dans un propulseur colloïde, les gouttelettes chargées sont produites par un processus d'électronébulisation et accélérées par un champ électrique statique. Le liquide utilisé pour cette application est en général un liquide ionique à faible volatilité.
Comme les autres propulseurs ioniques, ses avantages sont un rendement élevé, une densité de poussée élevée et une haute impulsion spécifique ; cependant, sa poussée totale demeure très faible, de l'ordre du micronewton. Il offre de très bons contrôles d'attitude et serait efficace pour l'accélération de petits vaisseaux spatiaux sur de longues périodes de temps.

## Utilisation en vol
Huit propulseurs à électrosprays ont été utilisés au cours de la mission spatiale NASA ST-7 ESA LISA Pathfinder, afin de tester la réduction des perturbations. Après avoir passé environ 1 400 heures sur orbite, les propulseurs Busek ont atteint 100 % de leurs objectifs de mission.
À la fin du mois d'avril 2015, Busek a développé un propulseur colloïde à électrospray plus petit et capable de générer 20 mN dans un environnement de 17,8 cm x 17,8 cm x 4,3 cm (7"×7"×1.7").

## Expérimentation
En juillet 2013, les chercheurs de l'Université technologique du Michigan et de l'Université du Maryland, dirigés par Kurt Terhune, ont opéré une ionisation par électronébuliseur (electrospray system) dans la chambre d'un microscope électronique à transmission (TEM). Cela a conduit à la découverte que l'environnement dans le TEM engendrait la formation de structures « en aiguilles » sur le propulseur, perturbant le fonctionnement de l'électrospray.
Le nanosatellite SkyFire, qui doit être lancé en 2019 pour un survol lunaire, fera la démonstration de l'utilisation de ce système de propulsion.